# Quận Grand Forks, North Dakota
Quận Grand Forks là một quận thuộc tiểu bang Bắc Dakota, Hoa Kỳ. Quận lỵ đóng ở Grand Forks6. Dân số theo điều tra năm 2010 của Cục điều tra dân số Hoa Kỳ là 66861 người.

## Địa lý
Theo Cục điều tra dân số Hoa Kỳ, quận này có diện tích 3730 km2, trong đó có 8 km2 là diện tích mặt nước.